# سلام قدري
عبد السلام الصادق عبد القادر حسن الجزيري المُلقب بـ (سلام قدري)، شاعر ليبي.

## الولادة
ولد بمدينة طرابلس عام 1934 م، ولقب بسلام قدري من قبل الفنان الليبي الكبير كاظم نديم بن موسى عام 1952 م بأخذ سلام من أسمه الأول عبد السلام وكذلك قدري من أسم جده عبد القادر. يجيد اللغة الإيطالية إلى جانب اللغة العربية ويعزف على آلة (الكلارنيت، العود، كمنجا), واحترف الغناء عام 1952 مع افتتاح الإذاعة الليبية وأصبح عضو في فرقة الإذاعة كعازف.غنى أول أغنية له في الإذاعة الليبية وهي أغنية (حبيت ما قدرتش انبين حبي) من الحان الفنان كاظم نديم، ويجدر الإشارة إلى بداياته في أداء المدائح والتواشيح الدينية برفقة والدته وأعمامه الذين كان لهم صيت كبير في هذا المجال ولم يعرف اهله انه أحترف الغناء الا بعد خمسة اعوام بسبب عدم تقبل الغناء كمهنة في ليبيا ذلك الوقت.

## أعماله
وفي عام 1957 م قدم الاغنية الأشهر في تاريخه وهي (سافر ما زال عيني تريده)، ومنذ ذلك التاريخ أي 1957 م قدم أكثر من (400 أغنية ليبية)، وبدء عام 1960 م يلحن لفنانين ليبيين، وعام 1970 فاز باغنية (مربوع الطول) بالترتيب الأول في مهرجان المغرب العربي في المغرب، ومن أشهر اغانيه (حبيت ماقدرتش انبين حبي، عرجون الفل، جرت السواقي، والله مشوا، منديلها الوردي، أنت عفيفة، لا اتغيبك، سافر ما زال، سيد الحلوين، بعدت عني، غوالي يا غوالي، في ظل ابتسامة، لو تؤمريني، يا اميمة). غنى من ألحان الموسيقار محمد الموجي أغنية " أيام كيف الورد "

## الوفاة
توفي يوم الجمعة الموافق 17/10/2014 في منزله بشارع الصريم -طرابلس عن عمر ناهز 80 عام بعد صراع مع المرض في الثلاث السنوات الاخيرة من عمره.